# Аборты в Гондурасе
Аборты в Гондурасе полностью запрещены при любых обстоятельствах и запрещены конституцией с 1982 года. Конституционный запрет страны на аборты был дополнительно закреплён Конгрессом страны 22 января 2021 года. Для изменения этого закона потребуется большинство в три четверти в Конгрессе, или 96 из 128 голосов.
Как и в соседних Никарагуа и Сальвадоре, аборты запрещены даже в случае изнасилования, хотя эксперты ООН установили, что отказ в аборте в некоторых случаях может представлять собой пытку. Это усугубляется тем фактом, что в Гондурасе один из самых высоких показателей сексуального насилия. Это было названо причиной миграции из страны.
Это усугубляется тем фактом, что Гондурас также запрещает использование средств экстренной контрацепции, являясь единственной страной в регионе, где это запрещено. На этот закон, запрещающий «таблетку наутро», наложил вето тогдашний президент Мануэль Селайя в 2009 году, но закон был подписан после того, как он был отстранён от должности в результате государственного переворота в Гондурасе в 2009 году. Он был поддержан Верховным судом страны в 2012 году.

## Возможные изменения
В 2021 году страна избрала Сиомару Кастро своей первой женщиной-президентом. Она обязалась легализовать аборты при изнасиловании, риске для жизни матери и уродствах плода, а также сделать «таблетки наутро» доступными. Поскольку запрет на экстренную контрацепцию был прописан указом, его можно отменить в одностороннем порядке. Однако независимые аналитики заявляют, что ей будет трудно получить голоса в Конгрессе для изменения запрета на аборты.